# Jiří Majstr
Jiří Majstr (* 27. září 1957 Praha) je český novinář, překladatel, autor a v letech 2011 až 2023 generální ředitel České tiskové kanceláře (ČTK).

## Životopis
Jiří Majstr vystudoval Akademické gymnázium Štěpánská, Právnickou fakultu Univerzity Karlovy a získal titul MBA na Bournemouth University v Británii. Byl zpravodajem ČTK v Británii, USA, OSN a Indii. Byl jedním ze zakladatelů onlinových služeb ČTK, včetně webu České noviny. Byl prvním ředitelem onlinové dceřiné společnosti ČTK Neris s.r.o. V letech 2008 až 2011 byl náměstkem generálního ředitele ČTK. Byl lektorem Akademie ČTK v jejím kurzu o sociálních médiích. Byl rovněž šéfredaktorem ČTK.
Je překladatelem knihy Co řekly hvězdy Joan Quigleyové. Spolu se Stanislavem Mundilem je autorem dvou politologických knih: Washington do uzávěrky a Washington mezi Seinou a Temží. V roce 2011 byl zvolen druhým generálním ředitelem ČTK a v roce 2017 byl v této funkci potvrzen na dalších šest let. Při volbě v roce 2017 oznámil, že na další funkční období už kandidovat nebude. V letech 2016 a 2018 vykonával souběžně funkci šéfredaktora ČTK.

## Autor a překladatel
Jiří Majstr je spoluautorem knihy Washington do uzávěrky a Washington mezi Seinou a Temží. Přeložil knihu Co řekly hvězky Joan Quigleyové. 
Za svého působení zravodaje ČTK v Indii, USA, OSN a Británii vydal tisíce zpráv a desítky fotografií, zvukových depeší a videoreportáží, které jsou v archivu ČTK. 

## Ředitel ČTK
Jiří Majstr byl poprvé zvolen ředitelem 10. března 2011 a první funkční období mu začalo 10. června téhož roku. Kromě Majstra se o funkci ředitele ČTK ucházeli Radim Hreha, Petr Žantovský, Michal Jankovec, Jiří Holna, Stanislav Holec a Dušan Veselý. Podruhé byl zvolen 26. dubna 2017 a funkční období mu skončilo 11. června 2023. Ve druhém kole hlasování porazil vedoucího PR a marketingu Národní galerie Miroslava Krupičku. V prvním kole radní vyřadili bývalého předsedu rady České televize Jana Mrzenu. Bývalý programový ředitel Radio United Broadcasting Martin Rigler před slyšením uchazečů kandidaturu vzdal.
Majstr při slyšení před radou řekl, že za své priority považuje inovace i další rozvoj redakční práce. Ve svém druhém funkčním období se chce zaměřit i na digitalizaci fotoarchivu ČTK, který podle něj nyní čítá kolem sedni milionů nedigitalizovaných obrázků. Vzhledem k tomu, že je tento projekt finančně velmi náročný, uvažuje v této souvislosti i o možnosti žádosti o účelovou dotaci.
V březnu 2023 byl zvolen Jaroslav Kábele jako jeho nástupce ve funkci generálního ředitele.

## Šéfredaktor ČTK
V letech 2016 až 2018 byl také šéfredaktorem ČTK. Tuto funkci zastával souběžně s funkcí generálního ředitele.

## Působení v mediálních asociacích
Dvakrát byl členem pětičlenného vedení (Boardu) Evropské aliance tiskových agentur EANA, naposledy byl zvolen v roce 2018 na tříleté funkční období.
V roce 2023 byl zvolen do správní rady Unie vydavatelů.
V roce 2024 byl zvolen předsedou správní rady Správce licenčních práv vydavatelů.